# 김굉 (조선 중기)
김굉(金硡, 1470년 ~ 1526년 2월 12일)은 조선 중기의 문신으로, 본관은 광산(光山), 자는 견중(堅中)이다.

## 생애
1496년(연산군 2)에 생원시(生員試)와 진사시(進士試)에 모두 합격하고 1504년(연산군 10) 식년 문과에 을과(乙科)로 급제했다.
1507년(중종 2)에 정언(正言)에 임명되었으며, 이듬해 지평(持平) 허굉(許硡) 등과 함께 공신에 대한 음가(蔭加)의 개정을 여러 차례 아뢰었다.
1515년(중종 10) 장경왕후(章敬王后) 윤씨(尹氏)가 승하하자 내자시정(內資寺正)으로서 국장도감(國葬都監)의 낭청(郞廳)을 맡았다.
이듬해 6월 대사간(大司諫)에 임명되어 당상관에 반열에 올랐는데, 같은 달 누군가가 사헌부(司憲府)의 문에 화살을 쏜 사건이 발생하자 대사헌(大司憲) 남곤(南袞) 등과 함께 범인을 끝까지 추국할 것을 주장했다.
10월 부제학(副提學)으로 전임되었으며, 같은 달 경연(經筵)의 참찬관(參贊官)으로서 후손이 없는 단종과 연산군에게도 제사를 지내야 함이 마땅하다고 주장했다.
1517년(중종 12) 전라우도수군절도사(全羅右道水軍節度使)로 제수되었으나, 스스로 궁시(弓矢)의 일을 알지 못한다고 아뢰어 체직되었으며, 1518년(중종 13) 호조참의(戶曹參議), 1519년(중종 14) 강원도관찰사(江原道觀察使), 1520년(중종 15) 형조참의(刑曹參議), 1522년(중종 17) 이조참의(吏曹參議), 1523년(중종 18) 3월 동부승지(同副承旨), 윤4월 우부승지(右副承旨), 5월 경상도관찰사(慶尙道觀察使), 7월 공조참판(工曹參判)를 거쳐 10월 평안도관찰사(平安道觀察使)에 제수되었는데, 같은 달 대신들의 의논으로 인해 김극성(金克成)에게 이를 대신하게 하면서 동지중추부사(同知中樞府事)로 체직되었다.
12월 충청도관찰사(忠淸道觀察使)로 제수되어 나갔으며, 이후 다시 동지중추부사로 체직되었다.
1526년(중종 21) 졸했다. 향년 57세.

## 가족 관계
- 증조 - 김약시(金若時)[1] : 전의부령(典儀副令)·진현관직제학(進賢館直提學), 김약채(金若采)·김약항(金若恒, ? ~ 1397년)의 동생
  - 조부 - 김췌(金萃)[1] : 성주목사(星州牧使), 증(贈) 도승지(都承旨)
    - 아버지 - 김순성(金順誠)[1] : 평양부서윤(平壤府庶尹), 증 이조참판(贈吏曹參判)
    - 어머니 - 사예(司藝) 한집(韓緝)의 딸[1]
      - 형 - 김하(金碬) : 생원(生員), 증 좌통례(左通禮)
      - 형 - 김거(金磲) : 생원
      - 형 - 김석(金磶) : 예조정랑(禮曹正郞), 김지남(金止男, 1559년 ~ 1631년)의 증조
      - 부인 - 찰방(察訪) 구달동(丘達童)의 딸[1]
        - 장남 - 김세정(金世靜)[1]
        - 차남 - 김세묵(金世默)[1]
        - 사위 - 원개(元漑)[1]